# Théâtre-Italien

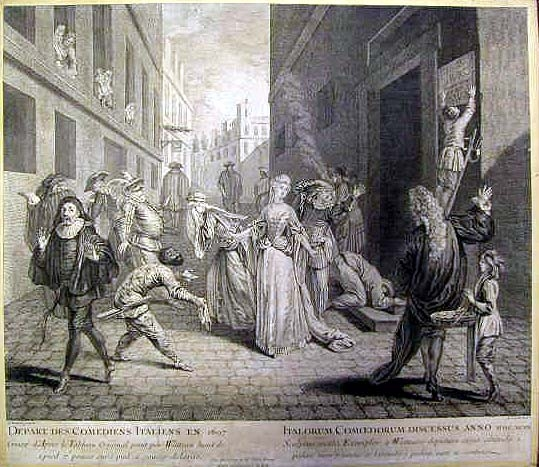
Odchod italských herců v roce 1697, rytina L. Jakoba podle malíře Watteau.

Théâtre-Italien nebo Comédie-Italienne jsou francouzská jména, používaná k označení italsky mluveného divadla a opery při provádění ve Francii v 18. a 19. století. Divadlo se hrálo v různých domech.

## Historie
Opery uváděné v Paříži (od poloviny 17. století) byla díla v italštině. První zaznamenané návštěvy italských umělců byly divadelní soubory Commedia dell'arte, zaměstnané u francouzského dvora za královen narozených v Itálii, Catherine de Medici a Marie de Medici. Tyto soubory předváděly veřejná představení také v Paříži, v divadle Hôtel de Bourgogne, pravděpodobně prvním veřejném divadle, které bylo ve Francii postaveno. Postupem času byly do představení začleňovány francouzské fráze, písně, celé scény a nakonec celé hry. Italská opera postupně ztratila svůj význam ve prospěch opery francouzské, zejména od založení Académie Royale de Musique (1669).

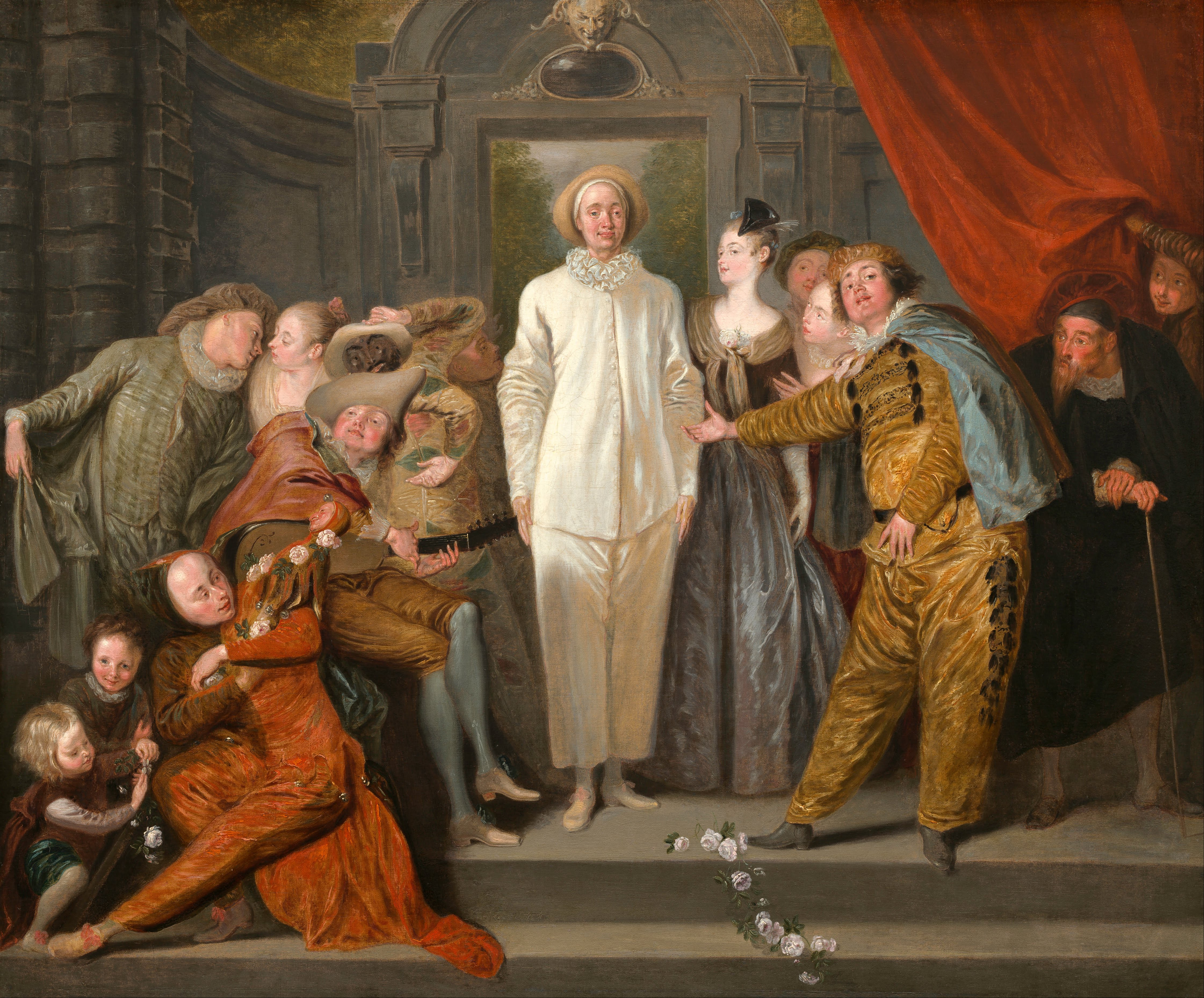
Watteau: Les comédiens italiens (1720)

První oficiální použití názvu Comédie-Italienne se objevilo až v roce 1680, kdy ho dostal soubor Commedia dell'arte v divadle Hôtel de Bourgogne, aby se odlišil od francouzského souboru Comédie-Française, který byl v tomto roce založen, Pro posledně jmenované se běžně používal také název Théâtre-Français, zatímco pro Italky Théâtre-Italien. Úspěšně zde hráli až do roku 1697, kdy Ludvík XIV. nechal divadlo uzavřít a italští herci odešli.

### 18. století
Italští herci se vrátili do Paříže za regentství v roce 1716, využili ochrany vévody z Orléans a obnovili svá představení pod vedením Luigiho Riccoboniho v divadle Hôtel de Bourgogne. První francouzskou hrou v jejich repertoáru byla Le Naufrage au Port-à-l'Anglois (1718) od Jacquese Autreaua. S ročním příjmem 15 000 liber svůj program v průběhu let obohatili lyrickým repertoárem. Tím se vyrovnali souboru Opéra-Comique Jeana Monneta. Tato soutěž vedla ke sloučení obou společností v roce 1762 pod názvem Comédie-Italienne nebo Opéra-Comique-Italien. Názvy Comédie-Italienne a Théâtre-Italien se však nadále používaly, i když se repertoár stal téměř výhradně francouzskou operou comique. Po výnosu z roku 1779, který zakazoval komedie v italštině, byl nahrazen názvem Opéra-Comique a poslední italští herci byli posláni domů. V uličce rue Mauconseil otevřela Opéra-Comique svůj nový sál, který postavil architekt Jean-François Heurtier na místě hotelu Duc de Choiseul (2. pařížský obvod) 28. dubna 1783. Říkalo se mu divadlo Favart, poté Opéra-Comique national.

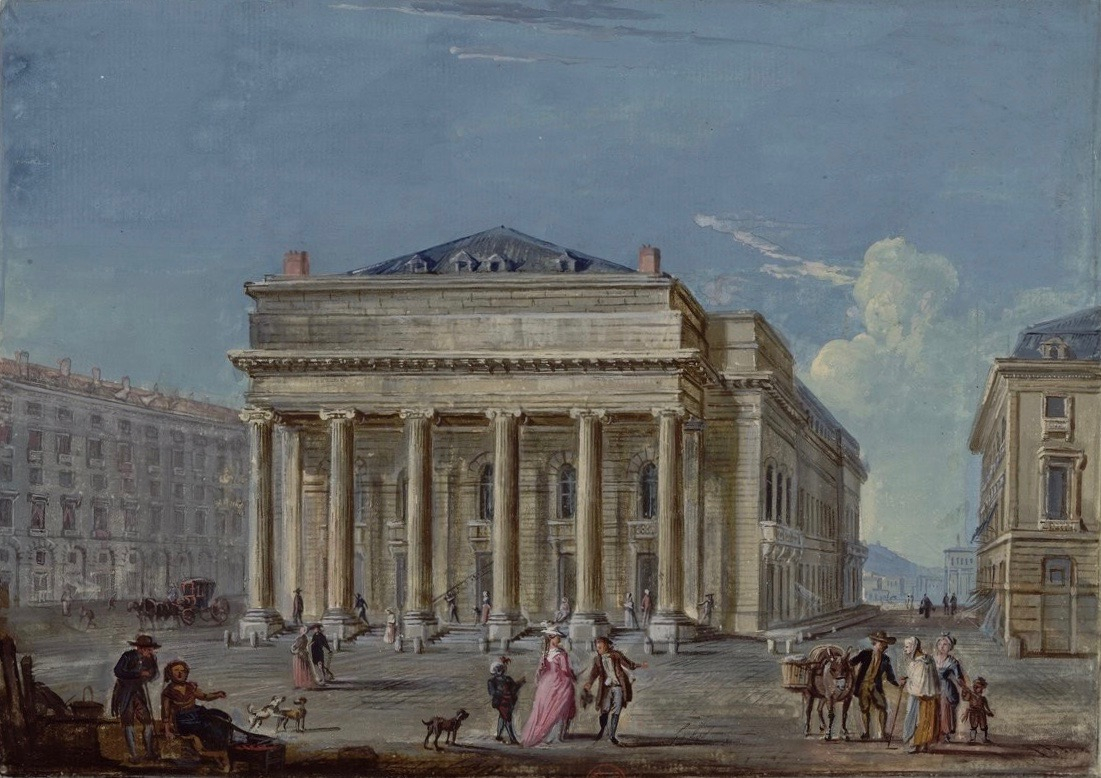
Nová budova Comédie-Italienne (Salle Favart I) v Paříži, slavnostně otevřena v roce 1783

Ale objevila se nová konkurence: 26. ledna 1789 přišli z Turína v čele nové italské společnosti Léonard-Alexis Autié, kadeřník královny Marie-Antoinetty, a houslista Giovanni Battista Viotti. Od krále Ludvíka XVI. získali privilegium znovu využívat repertoár francouzských a italských komických oper. Společnost, nazvaná Théâtre de Monsieur, se dostala pod patronát hraběte z Provence, králova bratra, (později Ludvík XVIII.). Usadila se v Salle des Machines paláce Tuileries a poté 6. ledna 1791 ve zcela novém divadle, Théâtre Feydeau, jen pár metrů od Salle Favart, pod názvem Théâtre Français et Italien na rue Feydeau.

### 19. století
Od roku 1801 do roku 1878 se termín Théâtre-Italien používal ještě pro řadu pařížských operních společností, které provozovaly italskou operu v italštině. Byla to představení opery seria a opery buffa. Nová společnost převzala divadlo v Salle Favart, poté v Salle Louvois. V roce 1808 se soubor přestěhoval do divadla Théâtre de l'Odéon, které bylo tehdy pod ochranou císařovny (Théâtre de l'Impératrice) a zůstal tam až do roku 1815.
Během restaurace Bourbonů plánoval král Ludvík XVIII. darovat divadlo sopranistce Angelice Catalani, ale vláda Sta dnů královské plány znemožnila. Členové souboru proto v Théâtre de l'Impératrice zůstali o něco déle. Po opětovném dosazení krále Ludvíka XVIII. na trůn pak přišla Catalani se svou skupinou. Brzy se ale vydala na cestu Evropou a divadlo převzal Ferdinando Paër. V roce 1818 bylo královské privilegium Catalani zrušeno a divadlo uzavřeno. Poté bylo jako Théâtre royal italien dáno pod stejnou správu jako Academie Royale de Musique, ale obě instituce si zachovaly svou nezávislost. Tato organizační struktura však vydržela jen do roku 1827, kdy divadlo ztratilo své přízvisko „královské“.

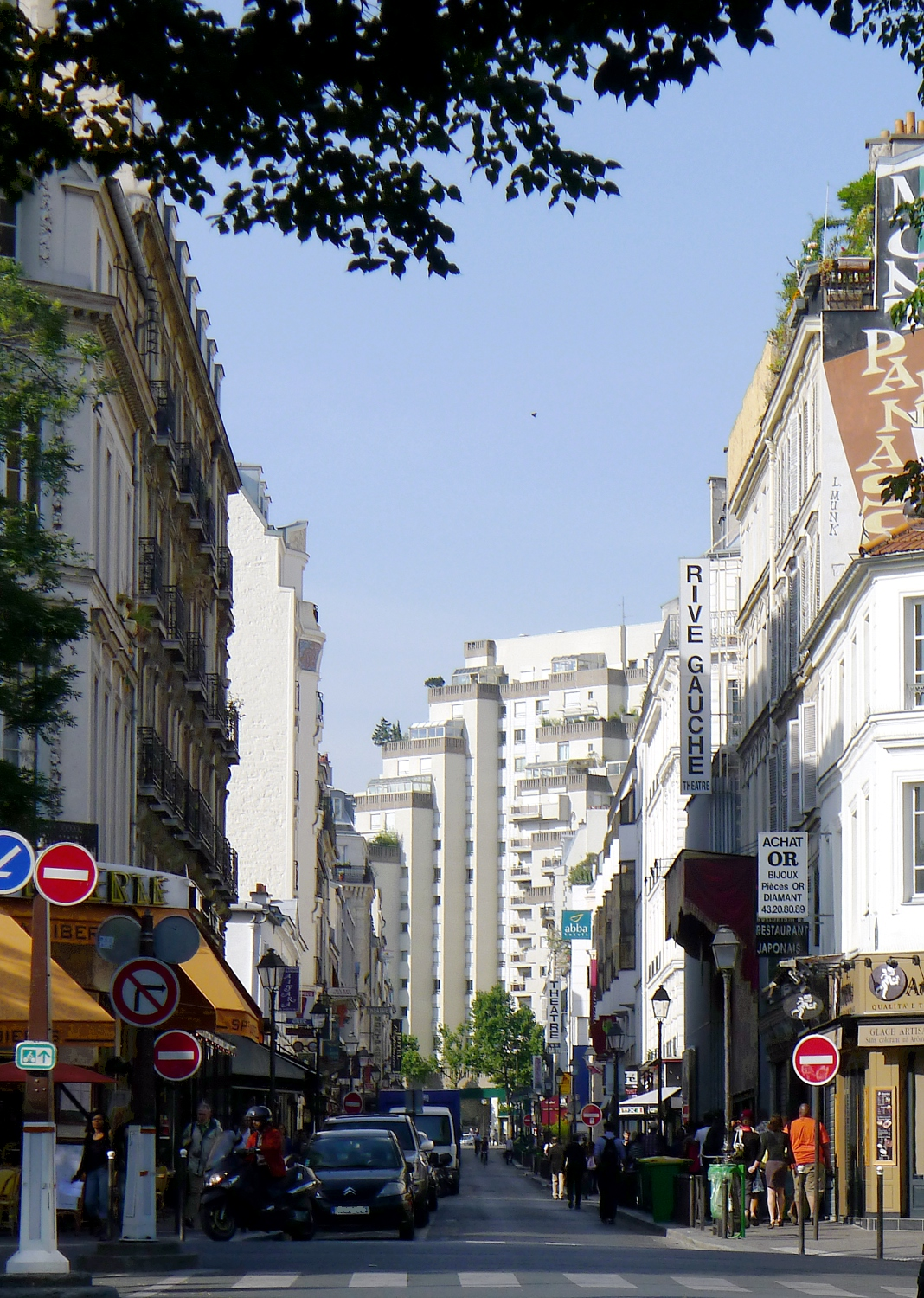
Rue de la Gaîté při pohledu z bulváru Edgar-Quinet

Dekret z roku 1864 pak obnovil svobodu divadel a tím znovu nastartoval konkurenci, kterou Italové nebyli schopni ustát. Po více než 35 letech služby Théâtre-Italien definitivně zmizelo, když se sál v roce 1878 uzavřel. Přesto však v Paříži italské divadlo a opera stále existují. například v Théâtre de la Gaîté nebo Théâtre du Châtelet, ale především v Opeře.

### Od 20. století
V roce 1974 založili v ulici Rue du Maine (14. ar.). režisér Attilio Maggiulli a herečka Hélène Lestrade divadlo Teatrino italiano. V roce 1980 se divadlo přestěhovalo do ulice Rue de la Gaîté 17-19  a dostalo jméno La Comédia Italienne.
V jeho malém sále jsou na programu hry italských autorů, klasické (od Ruzzanteho po Carla Goldoniho) i současné, uváděné ve francouzštině. Součástí divadla je také škola commedia dell'arte otevřená mladým hercům, kde se vyučují techniky maskovaného herectví tradičního, zvířecího, barokního a další.

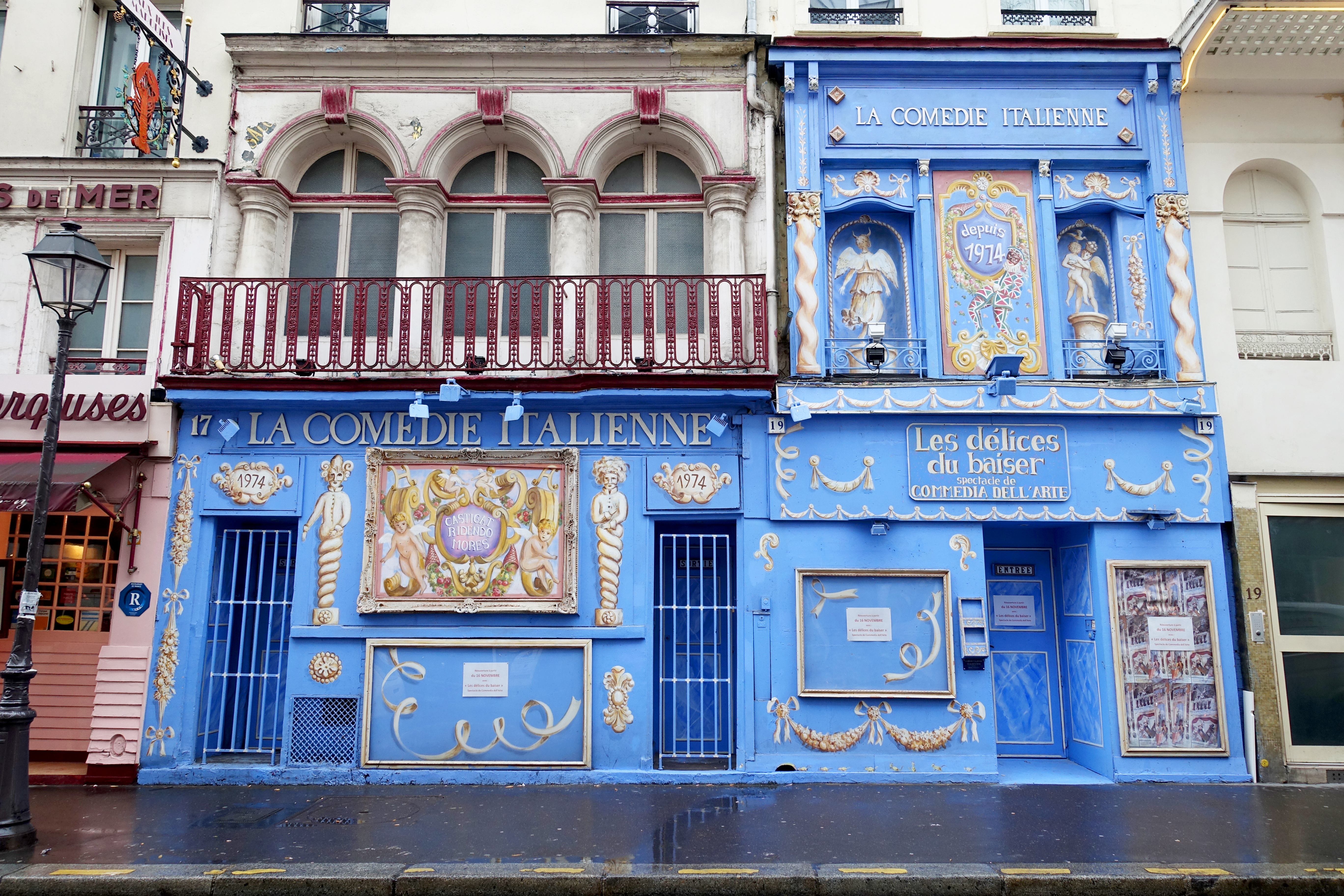
Divadlo Commedia Italienne v ulici Rue de la Gaîté v Paříži

## Repertoár
První opery hrané v Paříži byly italské. Ačkoli italská opera byla rychle opuštěna ve prospěch opery francouzské, jak dokazuje vytvoření Královské hudební akademie („l'Académie royale de musique"), italské operní soubory pokračovaly ve hraní v Paříži po celé 18. století. Z představení Služka paní („La serva padrona") Giovanniho Battisty Pergolesiho v roce 1752 pak vznikla Querelle des Bouffons.
Divadlo Théâtre-Italien uvádělo díla Paëra, Mozarta, nebo Cimarosy, stejně jako velké opery Gioacchina Rossiniho, který se v roce 1823 v Paříži usadil. Zde se také konala premiéra hudební sekvence jeho Stabat Mater. Dne 19. června 1825 se tam dávala opera Il viaggio a Reims ve výjimečném obsazení, ve kterém se na počest korunovace francouzského krále Karla X. sešli největší evropští pěvci té doby. Následovaly pak úspěchy inscenací děl Meyerbeera a Verdiho.
Od roku 1864 byly italské opery na programu mnoha divadel včetně Théâtre de la Gaîté, Théâtre du Châtelet a zejména Pařížské opery.
V roce 1980 byl název La Comédie-Italienne použit pro divadlo v pařížské čtvrti Montparnasse, které uvádí italské hry Commedia dell'arte ve francouzském překladu.
V oblasti činohry Théâtre-Italien výrazně přispělo k dílům Williama Shakespeara, která tam pařížské publikum poznávalo.